# 美丽豹子花
美丽豹子花（学名：Nomocharis basilissa）为百合科豹子花属下的一个种。

## 扩展阅读
- 維基物種上的相關：美丽豹子花